# Metagonia argentinensis
Metagonia argentinensis là một loài nhện trong họ Pholcidae. Loài này được phát hiện ở Brasil và Argentina.